# Daňkovice
Daňkovice (in tedesco Dankowitz) è un comune ceco situato nel distretto di Žďár nad Sázavou, nella regione di Vysočina.